# Michael Zinberg
Michael Allan Zinberg (geb. 22. März 1944 in Bexar County, Texas) ist ein US-amerikanischer Fernsehregisseur, Drehbuchautor und Produzent.

## Leben und Werk
Zinberg wurde in Bexar County, Texas geboren. Seine Eltern sind Dorothy Zinberg und William Zinberg. Zur Schule ging er auf der Thomas Jefferson High School in San Antonio. Er studierte Anglistik an der Universität von Texas in Austin.
Er zog 1968 nach Los Angeles, California. Seine Karriere im Fernsehgeschäft begann als Platzanweiser in CBS Television City, einem von zwei dortigen Fernsehstudio-Komplexen von CBS. Später wurde er Produktionsassistent, Drehbuchautor und schließlich Associate Producer bei der Western-Serie Nichols mit James Garner in der Titelrolle.
1972 wechselte Zinberg zur TV-Produktionsfirma MTM Productions, die von Grant Tinker, dem Ehemann Mary Tyler Moore (Scheidung 1981) und späterem Geschäftsführer des Fernseh-Network NBC, gegründet wurde. In seiner Zeit bei MTM Productions arbeitete Zinberg an verschiedenen bekannten Sendeformaten der 1970er und 1980er, z. B. der Sitcom Mary Tyler Moore (The Mary Tyler Moore Show).
Von 1979 bis 1981 war Zinberg Vizepräsident für Production Development beim Fernsehsender NBC, dort unter anderem verantwortlich für die Fernsehserien Polizeirevier Hill Street und Cheers.

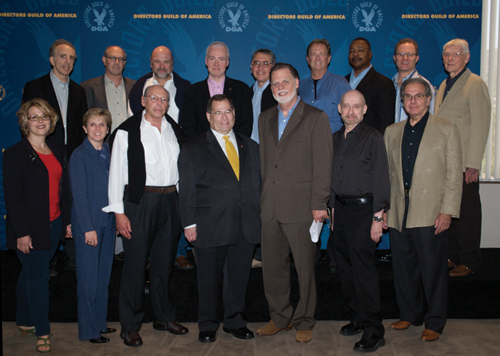
Michael Zinberg (obere Reihe, Vierter von rechts) beim DGA-Empfang für Jerry Nadler, 2009

Von 1993 bis 1995 war er Präsident von NBC Productions, wo er neben den Homicide, JAG – Im Auftrag der Ehre das komplette Spätprogramm (u. a. Saturday Night Live, The Tonight Show with Jay Leno, Late Night With Conan O'Brien) seitens der NBC betreute.
In seiner weiteren Karriere führte Zinberg bei vielen Episoden unterschiedlichster Fernsehserien Regie. Bei Rizzoli & Isles war er für einige Episoden auch wieder als ausführender Produzent aktiv. Zu bekannten Serien, bei denen er Regie führte, gehören Good Wife, The Blacklist und Navy CIS: New Orleans. Als Einflüsse für seinen Regiestil nennt er die Regisseure John Rich, John Frankenheimer, Bob Butler und Gene Reynolds als Inspiration.
Zinberg ist seit 1969 mit Leslie Zinberg (geborene Fierman) verheiratet. Sie ist Autorin und Designerin. Sie haben zwei Söhne.

## Filmografie (Auswahl)
als Regisseur
- 1972–1978: The Bob Newhart Show (15 Episoden)
- 1976–1978: The Tony Randall Show (5 Episoden)
- 1982–1983: Taxi – (6 Episoden)
- 1978–1979: WKRP in Cincinnati (4 Episoden)
- 1987–1988: L.A. Law – Staranwälte, Tricks, Prozesse  (2 Episoden)
- 1989–1990: Der Nachtfalke (3 Episoden)
- 1990–1991: Zurück in die Vergangenheit (9 Episoden)
- 1996–1998: JAG – Im Auftrag der Ehre – (2 Episoden)
- 1996–1997: Der Mann an sich … (Men Behaving Badly) (16 Episoden)
- 1999–2002: Alle lieben Raymond (5 Episoden)
- 1999–2004: Practice – Die Anwälte (8 Episoden)
- 2003–2009: Monk (5 Episoden)
- seit 2023: Navy CIS (27 Episoden)
- 2004–2005: Gilmore Girls (6 Episoden)
- 2006: Eine Hochzeit zu Weihnachten (A Christmas Wedding)
- 2008–2010: Private Practice (5 Episoden)
- 2009–2010: Lie to Me (4 Episoden)
- 2010–2011: Rizzoli & Isles (5 Episoden)
- 2010–2015: Good Wife (13 Episoden)
- 2015–2016: The Carmichael Show (2 Episoden)
- 2017: Young Sheldon (2 Episoden)
- 2017–2022: The Good Fight (2 Episoden)
- 2020: Evil (1 Episode)

als Produzent
- 1971–1972: Nichols – Assistant Producer, (24 Episoden)
- 1972–1974: Mary Tyler Moore (24 Episoden)
- 1972–1978: The Bob Newhart Show (22 Episoden)
- 1983–1984: Kampf um Yellow Rose (22 Episoden)
- 1990–1991: Zurück in die Vergangenheit (45 Episoden)
- 1996–1998: JAG – Im Auftrag der Ehre (10 Episoden)
- 2010–2011: Rizzoli & Isles (15 Episoden)

## Auszeichnungen & Mitgliedschaften
Auszeichnungen
- The Lifetime Achievement Award des Branchenverbandes The Caucus of Writers, Producers and Directors
- 1977: nominiert für Emmy für Outstanding Comedy Series für The Bob Newhart Show[6]
- 1983: The Young Texas Exes Award, University of Texas in Austin[7]
- 1990: nominiert für Emmy für Outstanding Drama Series für Zurück in die Vergangenheit
- 1991: nominiert für Emmy für Outstanding Drama Series für Zurück in die Vergangenheit
- 1992: nominiert für Emmy für Outstanding Drama Series für Zurück in die Vergangenheit
- 1994: Outstanding Alumnus Award, des Moody College of Communication der University of Texas in Austin[7]

Mitgliedschaften

Michael Zinberg ist bzw. war bei folgenden Verbänden und Institutionen aktiv:
- Vorstandsmitglied, Western Directors Council (kümmert sich um die Angelegenheiten von Regisseuren in der westlichen Region der Vereinigten Staaten) bei der Directors Guild of America[8]
- Vorsitzender, Television Creative Rights Committee (kümmert sich um die Rechte der Regisseure in der Film-Fernsehindustrie) bei der Directors Guild of America[9]
- Beiratsmitglied der Stiftung des Moody College of Communication an der University of Texas in Austin